# Thylogale thetis
Thylogale thetis là một loài động vật có vú trong họ Macropodidae, bộ Hai răng cửa. Loài này được Lesson mô tả năm 1828.

## Hình ảnh

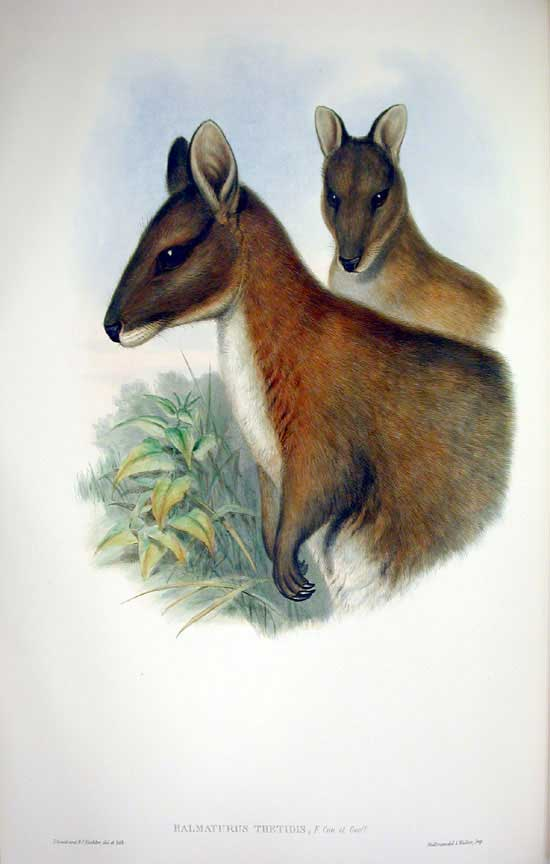
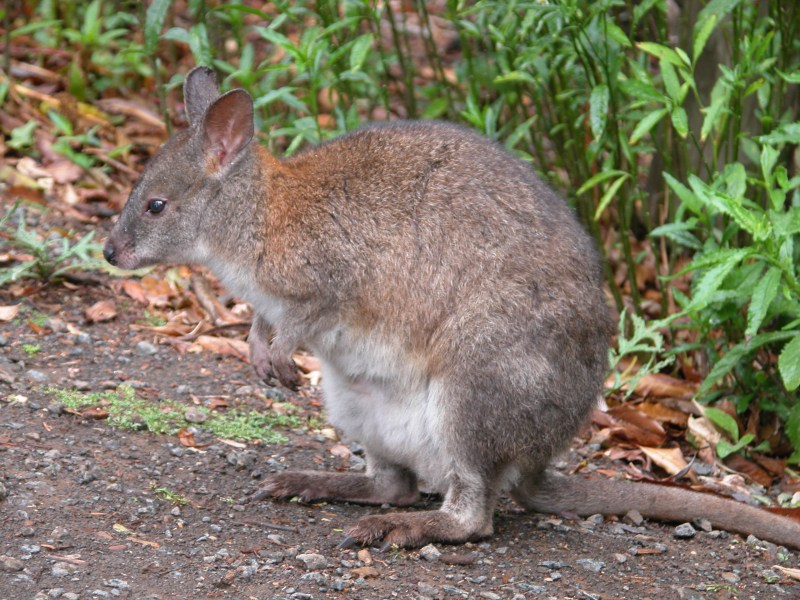
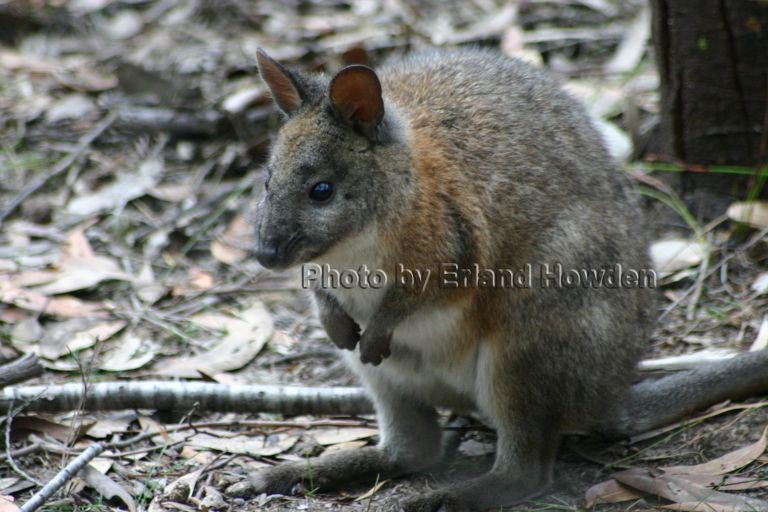
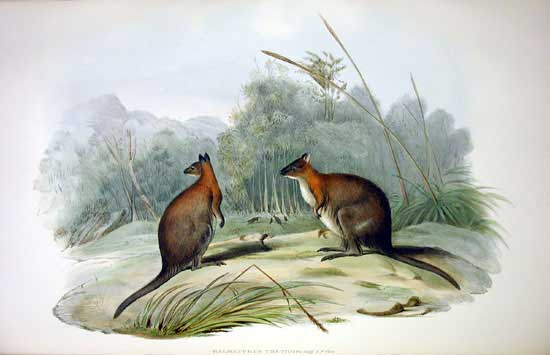
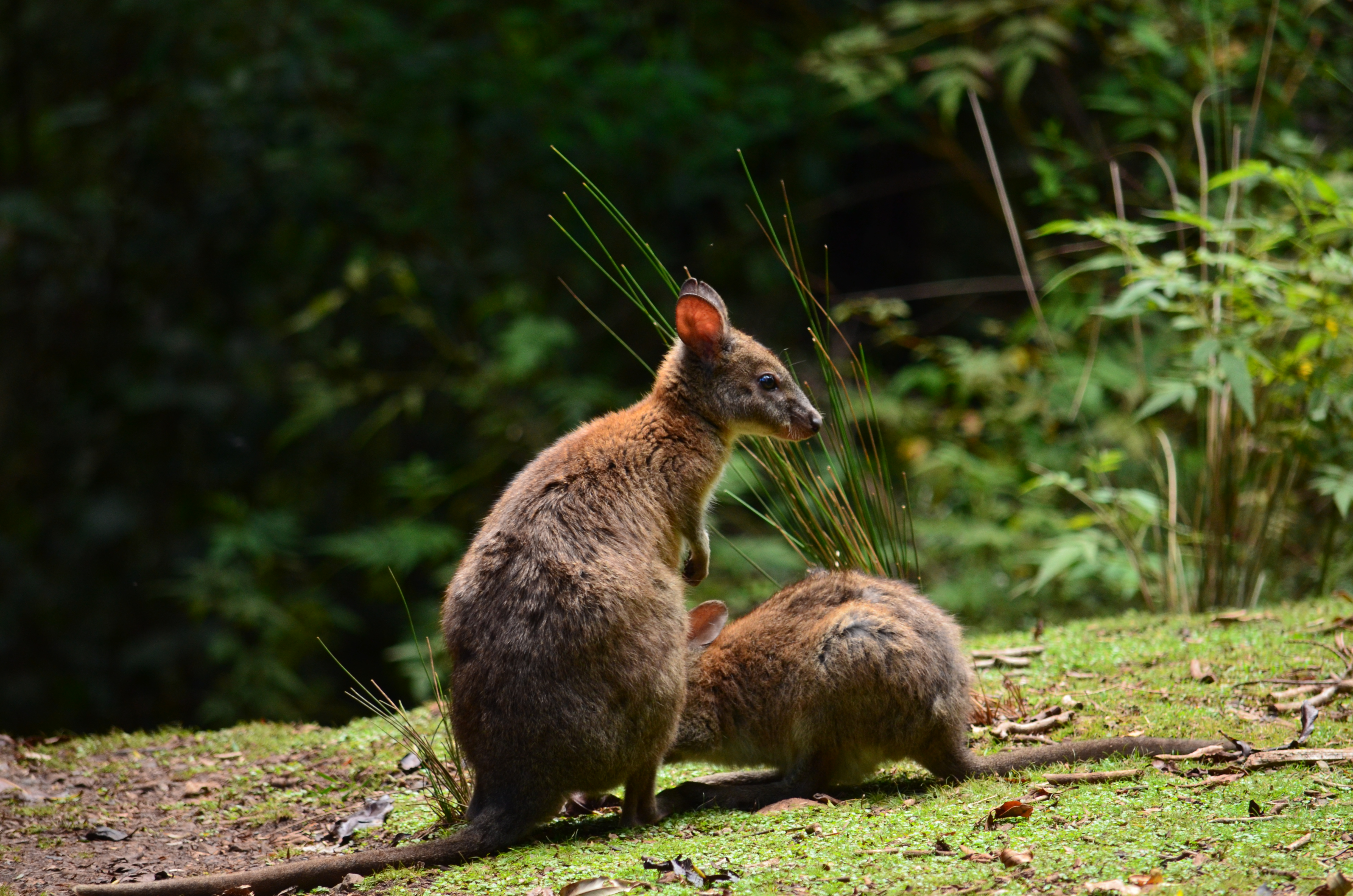